# バイヨンヌの譲位

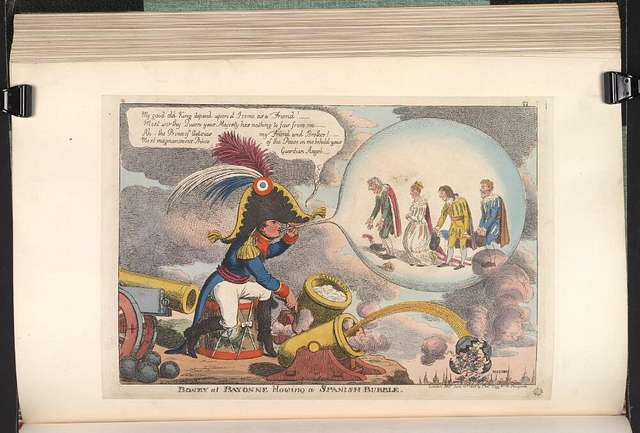
「スペイン王室の“泡”を膨らませるナポレオンを描いた政治風刺画」

バイヨンヌの譲位（バイヨンヌのじょうい、スペイン語: Abdicaciones de Bayona）は、1808年5月7日、フランス南部の都市バイヨンヌのマラック城で行われた。フランス皇帝ナポレオン1世は、スペイン王カルロス4世とその息子フェルナンド7世に退位を強要し、自らの支配下に置いた。
この動きは、3月17日から19日にかけて起こったアランフエス暴動（フェルナンド7世が父カルロス4世に退位を迫った事件）と、5月2日のスペイン国内のフランス軍（フォンテーヌブロー条約に基づき駐留していた）の支配に対する蜂起への対応だった。
その後、ナポレオンはスペイン王位を弟のジョゼフ・ボナパルトに譲渡した。しかし、この譲位はフランスへのさらなる抵抗を引き起こし、半島戦争（1808年-1814年） へと発展し、最終的にナポレオン敗北の一因となった。
ナポレオンは最終的にフェルナンド7世を解放し、1813年12月11日のヴァランセ条約に基づき、スペイン王に復位させた。